# Burni Genting Bubudi
Burni Genting Bubudi är ett berg i Indonesien.   Det ligger i provinsen Aceh, i den västra delen av landet, 1 600 km nordväst om huvudstaden Jakarta. Toppen på Burni Genting Bubudi är 902 meter över havet.
Terrängen runt Burni Genting Bubudi är kuperad åt nordväst, men åt sydost är den bergig.Runt Burni Genting Bubudi är det mycket glesbefolkat, med 3 invånare per kvadratkilometer. I omgivningarna runt Burni Genting Bubudi växer i huvudsak städsegrön lövskog.